# محمد حسين الجباوي
محمد حسين بن حمد بن شهيّب الجباوي الحلّي (1868 - 14 ديسمبر 1933) فقيه مسلم وشاعر عراقي. ولد في الحلة وانتقل إلى النجف لاستكمال دراسته وبقى فيها أكثر من ثلاثين عامًا. تتلمذ في النجف على محمد حسن المامقاني ومحمود ذهب والفاضل الشرابياني وعليّ رفيش. رجع إلى مسقط رأسه 1920 وأقام فيها يتولّى الأمور الحسبية والجماعة ويقضي بينهم الخصومات، فکان مرجعاً دينياً محترماً. كان من العلماء المحققين والبارعين في الفقه الجعفري وأُصوله. توفي في الحلة ودفن في النجف بالعتبة العلوية. له تقريرات الأُصول والفقه من مشايخه و الرحلة الحسينية ورسالة في التجويد والقراءات وديوان شعره.

## سيرته
ولد محمّد حسين بن حمد بن شهيّب الجباوي الحلّي في الحلة سنة 1285 هـ / 1868 م ونشأ بها. قرأ المقدّمات على الشيخ محمّد الحلّي وغيره. هاجر إلى النجف سنة 1303 هـ / 1886 م وحضر بها الأبحاث العالية على محمود ذهب ومحمّد حسن المامقاني والفاضل الشرابياني وعليّ رفيش ولازمه وكان مؤازره في مرجعيته ومدير شؤونه.

رجع إلى بلده حوالي سنة 1338 هـ / 1920 م بطلب من أهلها، فنزلها قائماً بوظائفه الشرعية والتدريس وأصبح مرجعاً دينياً محترماً. كان من العلماء المحققين والبارعين في الفقه وأُصوله، وله النصيب الوافر في النثر والنظم مشهوراً بالفصاحة.

توفي في الحلة 27 شعبان سنة 1352 هـ/ 14 ديسمبر 1933 م ونقل إلى النجف ودفن بالصحن الشريف بحجرة رقم 4.

## مؤلفاته
- تقريرات الأُصول من بحث أساتذته
- ديوان شعره
- الرحلة الحسينية
- رسالة في التجويد والقراءات